# Жосали (аеропорт)
45°31′ пн. ш. 64°06′ зх. д. / 45.517° пн. ш. 64.100° зх. д.
Аеропо́рт «Жосали́» (Внутрішній код ДСЛ) — аеропорт селища Джусали в Казахстані. Знаходиться в північній частині селища. Колишня назва — Нови́й Узе́нь.
Аеропорт Жосали — один з найстаріших аеропортів Середньої Азії, існує з 1920-х років. У роки німецько-радянської війни він використовувався як проміжний при перегоні військових літаків з США в європейську частину СРСР. Після війни аеропорт використовувався як проміжний на пасажирській авіатрасі Москва-Ташкент (рейси виконувалися на літаках Лі-2, Іл-14). У 1955-1956 роках тут базувалася авіаційна ланка полігону № 5 міністерства оборони СРСР (нині космодром Байконур), який  будувався поблизу.
28 лютого 1962 року на аеродромі зазнав катастрофи гвинтокрил Ка-22М, весь екіпаж (7 осіб на чолі з командиром екіпажу льотчиком-випробувачем Д. К. Єфремовим) загинув.
Аеропорт активно функціонував до початку 1990-х років (у тому числі виконувалися поштово-пасажирські рейси на літаках Ан-2 з обласного центру). У 1990-і роки аеропорт використовувався лише епізодично. Летовище 4 класу, здатне приймати літаки Ан-2 і подібні, а також вертольоти всіх типів. У 1998 році аеродром був покинутий, нині використовується як посадочний майданчик.